# Michelangelo Russo
Michelangelo Russo, né à Sciacca le 27 janvier 1931, mort à Palerme le 3 octobre 2006, est un homme politique italien.

## Biographie
Engagé au Parti communiste italien depuis sa jeunesse, il est vice-secrétaire régional sicilien, et siège au comité central du PCI. Avec son ami Emanuele Macaluso, il est le représentant sicilien du migliorismo de Giorgio Napolitano, courant réformateur ne souhaitant plus le rejet strict du capitalisme.
il est élu à l'Assemblée régionale sicilienne aux élections de 1971. Réélu en 1976, il devient président du groupe parlementaire communiste quand Pancrazio De Pasquale prend la présidence de l'ARS dans le cadre de l'accord de solidarité autonomiste entre la DC et le PCI.
Le 3 mai 1979, il est élu président de l'assemblée régionale en remplacement de De Pasquale travaillant de concert avec le président de la Région, le démocrate chrétien Piersanti Mattarella, assassiné par Cosa nostra le 6 janvier 1980.
Réélu député régional en 1981 et en 1986, il joue un rôle parlementaire important jusqu'en 1991.
Fidèle au migliorismo, il adhère au Parti démocrate de la gauche. Lors des élections générales de 1992, il est élu sénateur et prend des positions parfois en décalage avec le reste de la gauche, et fait des déclarations qui laissent croire à une certaine clémence vis-à-vis de la corruption et de la mafia.
Lorsqu'Angelo Capodicasa préside la Région sicilienne, entre 1998 et 2000, Michelangelo Russo est l'un de ses conseillers. Il disparaît ensuite de la vie publique.